# Sanctuaire de l'Enfant-Jésus de Forest
Le sanctuaire de l’Enfant-Jésus (en néerlandais : Heiligdom van het Kind-Jezus) ou l'église des Barnabites (en néerlandais : Barnabietenkerk) est un édifice religieux du début du XXe siècle, sis à l’avenue Brugmann, à Bruxelles (commune de Forest). Construit par les pères Barnabites peu après leur arrivée à Bruxelles il devint rapidement un centre de pèlerinage à l’Enfant-Jésus (de Prague). L’église n’est pas paroissiale. Les services pastoraux liés au sanctuaire sont assurés par les pères Barnabites.

## Histoire
La dévotion à l’Enfant-Jésus qui se répand à partir de Prague au XVIIe siècle, arrive en Belgique à la fin du XIXe siècle. Un magazine commence à paraitre en 1895 qui cherche, selon sa fondatrice, M. Fontaine, à « porter à tous la connaissance et l’amour de Jésus-Enfant » : c’est la ‘Petite revue de l’Enfant-Jésus. Elle se répand rapidement en Belgique. Les demandes de prières et autres recommandations affluent. La création d’un lieu public de dévotion semble nécessaire.
Les pères Barnabites qui cherchent à s’installer à Bruxelles à cette époque-là prennent en charge cette nouvelle dévotion et culte et acceptent que leur église soit dédiée à l’Enfant-Jésus. Un premier oratoire est ouvert dans une maison privée en juillet 1896, puis bientôt une chapelle provisoire (sur le terrain de la future église) est bénite le 25 octobre 1897. Les pèlerins viennent de toute la Belgique, et on y est rapidement à l’étroit. 
La première pierre de l’église-sanctuaire actuelle, œuvre de l’architecte Léopold Pepermans, est posée en avril 1905. Les travaux avancent rapidement et l’édifice est consacré le 18 octobre 1906.

## Description
La façade de style néogothique simplifié s’élève sur deux niveaux surmontés d’un large pignon à rampants droits. Le deuxième niveau est presque entièrement occupé par un large vitrail. Deux tourelles asymétriques et purement décoratives flanquent la façade à sa gauche (en retrait) et à sa droite. Le portail principal, au centre, est accompagné à droite d’une autre entrée plus petite. Le tympan du portail est orné d’un relief figurant l’Enfant-Jésus couronné. 
La nef de cinq travées est accompagnée de deux bas-côtés et prolongée d’un chœur de deux travées. Un triforium parcourt la nef centrale et le chœur. Les confessionnaux sont de style art-déco. Les arcs triomphaux à gauche et droite du chœur surmontent les statues de Saint Paul, patron principal des Barnabites (qui sont ‘Clercs réguliers de Saint-Paul’) et de Antoine-Marie Zaccaria (fondateur de l’ordre religieux). 
A l’extrémité du bas-côté droit, au niveau du transept se trouve l'autel de l’Enfant-Jésus. Les murs sont couverts d’exvotos, la plupart datant du début du XXe siècle.

## Dévotion à l’enfance de Jésus
La dévotion à l’Enfant Jésus a son origine à Prague, en République tchèque, au XVIIe siècle, où une statue de l’Enfant-Jésus fut dite "miraculeuse" après qu’il fut découvert qu’elle était ‘source de grands bienfaits’. 
Cette dévotion connait des éclipses mais elle revient en force à Prague à partir de 1878 et se répand dans les autres pays d’Europe. Malgré les restrictions imposées par le régime communiste elle ne disparut jamais. En Belgique elle est introduite à la fin du XIXe siècle, d’abord par un premier livret publié en français par Mme Fontaine (1892) : l’Enfant miraculeux de Prague. Puis par la Petite revue de l’Enfant-Jésus qui commence à paraitre en mars 1895.